# Django CMS
Django CMS est un système de gestion de contenu pour créer des sites internet ou des sites intranet. Il est basé sur le framework Django. Il est écrit en Python. C'est un logiciel libre.

## Historique
La version 1.0 de django CMS fut développée par Thomas Steinacher. Le logiciel a été entièrement réécrit pour la version 2.0, à partir d'un  fork du logiciel django-page-cms. La plus grande partie de ce développement a été réalisée par la société suisse Divio AG. Aujourd'hui django CMS compte environ 150 contributeurs [source insuffisante].

## Multilinguisme
Django CMS fonctionne en plusieurs langues, par traduction à partir de l'anglais. La traduction est complète pour 10 langues dont le français. Elle est réalisée à plus de 80 % pour 11 autres langues .

## Principales fonctionnalités
Édition en place
Modifications en ligne dans chaque page.
Indexation
Les pages sont optimisées pour les moteurs de recherche.
Flux de travaux éditorial
Workflow pour la validation et la publication des pages.
Gestion des droits
Attribution de droits aux utilisateurs.
Versions
Chaque modification est journalisée, chaque version peut être restaurée.
Multisite
Gestion de plusieurs sites dans la même interface d'administration.
Multilinguisme
Gestion de sites multilingues, fonctionnement du logiciel en nombreuses langues.
Gestion de ressources numériques multimédia
Gestion de fichiers multimédia : images, musiques, vidéos, etc.
Logiciels additionnels
Utilisation des greffons de django CMS.
Applications
Nombreuses applications compatibles.